# Іракська одіссея
«Іракська одіссея» (англ. Iraqi Odyssey) — швейцарський документальний 3D фільм, написаний та знятий Саміром. Фільм був висунутий Швейцарією на премію «Оскар-2016» у номінації «найкращий фільм іноземною мовою».

## Сюжет
Фільм розповідає історію родини іракського емігранта-режисера Саміра. На її прикладі показується, як змінилося життя в Іраку з 1950-х років дотепер.

## Визнання
| Нагороди та номінації фільму «Іракська одіссея» | Нагороди та номінації фільму «Іракська одіссея» | Нагороди та номінації фільму «Іракська одіссея»        | Нагороди та номінації фільму «Іракська одіссея» | Нагороди та номінації фільму «Іракська одіссея» | Нагороди та номінації фільму «Іракська одіссея» |
| Рік                                             | Нагорода                                        | Категорія                                              | Номінант                                        | Результат                                       |                                                 |
| ----------------------------------------------- | ----------------------------------------------- | ------------------------------------------------------ | ----------------------------------------------- | ----------------------------------------------- | ----------------------------------------------- |
| 2014                                            | Кінофестиваль в Абу-Дабі                        | Нагорода NETPAC за найкращий фільм                     | «Іракська одіссея»                              | Перемога                                        |                                                 |
| 2014                                            | Кінофестиваль в Абу-Дабі                        | «Чорна перлина» за найкращий документальний фільм      | «Іракська одіссея»                              | Номінація                                       |                                                 |
| 2015                                            | Берлінський кінофестиваль                       | «Панорама» за найкращий документальний фільм (3 місце) | «Іракська одіссея»                              | Перемога                                        |                                                 |
| 2015                                            | Швейцарська кінопремія                          | Нагорода за найкращий документальний фільм             | «Іракська одіссея»                              | Номінація                                       |                                                 |